# Barbarijse grondeekhoorn
De Barbarijse grondeekhoorn (Atlantoxerus getulus) is een knaagdier uit de familie van de eekhoorns (Sciuridae). Hij is inheems in Algerije, Marokko en de Westelijke Sahara en exoot in Spanje (Canarische Eilanden). De wetenschappelijke naam van de soort werd als Sciurus getulus in 1758 gepubliceerd door Carl Linnaeus.

## Kenmerken
Het is een kleinere grondeekhoorn. Aan iedere zijde loopt een witte streep. Af en toe is er ook een witte streep over de rug in de lengterichting. Hij wordt 16 tot 22 centimeter lang en 300 tot 350 gram zwaar. De staart is 18 tot 23 centimeter lang.